# Asteropeiaceae
Asteropeiaceae es  una familia de plantas de la clase Magnoliopsida.
En el sistema APG II de 2003 se reconoce a la familia y le asigna el orden Caryophyllales. En la familia existe un solo género: Asteropeia que fue descubierta en Madagascar.  Tiene vínculos de unión con la familia Physenaceae (también de Madagascar).

## Taxonomía
El género fue descrito por Louis Marie Aubert Du Petit-Thouars  y publicado en Histoire des Végétaux Recueillis dans les Isles Australes d'Afrique 51–52, pl. 15. 1805.

## Especies
- - Asteropeia amblyocarpa  Tul., Ann. Sci. Nat. (1857)
  - Asteropeia densiflora  Baker (1882)
  - Asteropeia labatii  G.E.Schatz, Lowry & A.-E.Wolf (1999)
  - Asteropeia matrambody  (Capuron) G.E.Schatz, Lowry & A.-E.Wolf (1999)
  - Asteropeia mcphersonii  G.E.Schatz, Lowry & A.-E.Wolf (1999)
  - Asteropeia micraster  Hallier f. (1921)
  - Asteropeia multiflora  Thouars (1807)
  - Asteropeia rhopaloides  (Baker) Baill. (1886)